# Taibainus shanensis
Genre
Espèce
Taibainus shanensis, unique représentant du genre Taibainus, est une espèce d'araignées aranéomorphes de la famille des Linyphiidae.

## Distribution
Cette espèce est endémique du Shaanxi en Chine,. Elle se rencontre à 3 050 m d'altitude sur le Taibai Shan dans les monts Qinling.

## Description
Le mâle holotype mesure 1,46 mm.

## Étymologie
Son nom d'espèce, composé de shan et du suffixe latin -ensis, « qui vit dans, qui habite », lui a été donné en référence au lieu de sa découverte, le Taibai Shan.

## Publication originale
- Tanasevitch, 2006 : On some Linyphiidae of China, mainly from Taibai Shan, Qinling Mountains, Shaanxi Province (Arachnida: Araneae). Zootaxa, no 1325, p. 277-311.